# سد سنار
سد سنار (به عربی: خزان سنار) یک سد در سودان است که در Sennar, Al Jazirah (state) واقع شده‌است.